# Château de Clumanc
Le château de Clumanc est un édifice situé à Clumanc, en France.

## Description
A moitié en ruines, ce château est depuis récemment restauré.

## Historique
Surnommée localement château des Périers, cette demeure appartenait à la famille de Perier. L'édifice est inscrit au titre des monuments historiques en 1978.